# Marvelous (Misia)
Marvelous és el tercer àlbum d'estudi de la cantant japonesa Misia, i el primer autoproduït, editat el 25 d'abril de 2001. Va vendre'n 881.150 còpies durant la primera setmana, va assolir la primera posició de les llistes durant dues setmanes consecutives, i va mantenir-se cinc setmanes dins el top 5. La primera edició de l'àlbum venia en una funda de cd. Marvelous és el 118è millor àlbum en vendes de tota la història del Japó. Va arribar a la 8a posició en la llista anual global, però Marvelous va ser el segon àlbum original més venut de 2001, darrere de Distance de Hikaru Utada.

## Llista de cançons
| Núm. | Títol                                                                                  | Lletra        | Música                 | Durada |
| ---- | -------------------------------------------------------------------------------------- | ------------- | ---------------------- | ------ |
| 1.   | «Intro»                                                                                |               | Keiichi Tomita         | 0:59   |
| 2.   | «Rhythm Reflection»                                                                    | Misia         | Sakoshin               | 4:45   |
| 3.   | «Ai no Uta» (愛の歌 , "Love Song")                                                     | Misia         | Jun Sasaki             | 5:32   |
| 4.   | «Sunny Day»                                                                            | Chihiro Close | Nobuyuki Shimizu       | 5:10   |
| 5.   | «Ano Natsu no Mama de» (あの夏のままで , "Just Like That Summer")                      | Misia         | Hidetoshi Yamada       | 5:49   |
| 6.   | «Nocturne»                                                                             | Misia         | Shirō Sagisu           | 6:10   |
| 7.   | «Escape»                                                                               | Misia         | Misia, Sakoshin        | 4:53   |
| 8.   | «La La La»                                                                             | Misia         | Satoshi Shimano        | 5:59   |
| 9.   | «Change for Good»                                                                      | Misia         | Sakoshin               | 5:46   |
| 10.  | «Everything»                                                                           | Misia         | Toshiaki Matsumoto     | 7:47   |
| 11.  | «Toki o Tomete» (時をとめて , "Stop Time")                                             | Misia         | Misia                  | 4:46   |
| 12.  | «I Miss You (Toki o Koete)» (I miss you ～時を越えて～ , "I Miss You (Crossing Time)") | Misia         | Masato Nakamura, Misia | 3:35   |
| 13.  | «Everything (Junior Vasquez Remix)»                                                    | Misia         | Toshiaki Matsumoto     | 4:48   |

## Llistes

### LlistaOriconde vendes
| Llançament    | Llista                          | Posició           | Vendes debut | Vendes totals | Duració     |
| ------------- | ------------------------------- | ----------------- | ------------ | ------------- | ----------- |
| 25 abril 2001 | Llista Oricon diària d'àlbums   | 1                 |              |               |             |
| 25 abril 2001 | Llista Oricon setmanal d'àlbums | 1                 | 881.150      | 1.637.540     | 24 setmanes |
| 25 abril 2001 | Llista Oricon mensual d'àlbums  | 1 (maig) 9 (juny) |              |               |             |
| 25 abril 2001 | Llista Oricon anual d'àlbums    | 8                 |              |               |             |

### Llista de vendes físiques
| Llista                              | Posició |
| ----------------------------------- | ------- |
| Llista Oricon diària d'àlbums       | 1       |
| Llista Oricon setmanal d'àlbums     | 1       |
| Llista Oricon mensual d'àlbums      | 1       |
| Llista Soundscan d'àlbums(Només CD) | 1       |